# 龍勝
龍勝（りゅうしょう、1980年10月18日 - ）は、日本のピン芸人。本名、田村 裕之（たむら ひろゆき）。
大阪府出身。
2012年8月を以ってプライムを離れる、約10ヶ月間のフリー活動期を経て、2013年7月よりSMA NEET Projectに所属。

## 概要
プライムワン・タレントスクール3期生出身で、ここでの同期にはアナログタロウらがいる。
野球好きで、伊集院光が主宰する草野球チーム「ビッグ・アスホールズ」にも所属している。
「ヘンテコ人物列伝」と称するショートコントをする。ブリッジに自転車に付いている様なベルを鳴らす。
肌が乾いている。

## 主な出演

### テレビ番組
- IJP イジュウインパーク（TOKYO MX） - レギュラー
- 伊集院光のしんばんぐみ（日本BS放送）
- お笑い図鑑 ハマヌキ（テレビ神奈川）

### ラジオ番組
- 伊集院光 日曜日の秘密基地（TBSラジオ）

### 単独ライブ
- 龍勝の60分＋